# Танцош, Габор
Габор Танцош (венг. Tánczos Gábor; 22 января 1872, Пешт, Австро-Венгрия — 11 августа 1953, Хайдунанаш) — венгерский политик, государственный деятель, дипломат, занимавший пост министра иностранных дел Венгрии в 1919 году. Военачальник. Генерал кавалерии.
С 1907 по 1909 год работал военным атташе в Белграде, с 1914 по 1915 год — в Афинах, с 1915 по 1916 год — в Бухаресте.
В конце Первой мировой войны служил адъютантом императора Карла I. Затем — командир бригады и генерал-майор.
Позже был отправлен в отставку правительством императора Карла. После падения Венгерской советской республики в августе 1919 года занял пост временного министра иностранных дел. Снова поступил на действительную воинскую службу в 1920 году; Генерал-лейтенант в 1921 году, генерал от кавалерии в 1926 году. С 1923 г. Был военным экспертом делегации в Лиге Наций. Правительственный комиссар Лиги Наций с 1926 года. Член Комитета по установлению венгерско-чехословацкой государственной границы.